# سارة ماكدونالد (موزعة)
سارة ماكدونالد هي موزعة كندية، ولدت في 22 نوفمبر 1968 في كندا.